# Egg an der Günz

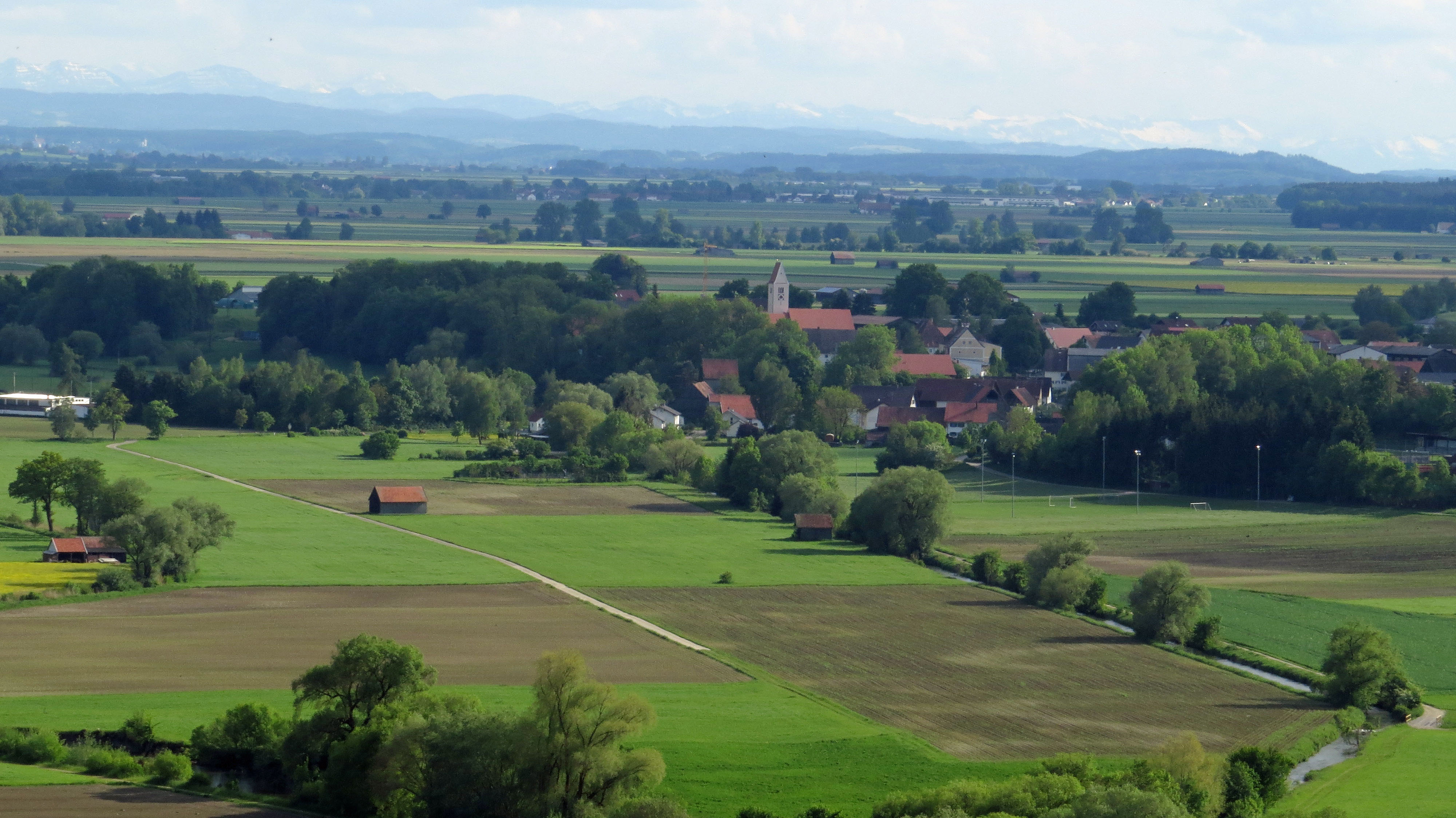
Egg an der Günz von Norden

Egg an der Günz (amtlich Egg a.d.Günz) ist eine Gemeinde im schwäbischen Landkreis Unterallgäu. Die Gemeinde ist Mitglied der Verwaltungsgemeinschaft Babenhausen.

## Geografie
Der gleichnamige Hauptort liegt etwa 15 Kilometer nordöstlich von Memmingen in der Region Donau-Iller in Mittelschwaben. Bis zum Zentrum der nördlichen Nachbarstadt Babenhausen sind es von der Stadtmitte aus etwa 7 Kilometer.

### Gemeindegliederung
Das Gemeindegebiet besteht aus den Gemarkungen Egg a.d. Günz, Egger Wald, Engishausen und Inneberg.
Die Gemeinde hat vier Gemeindeteile (in Klammern ist der Siedlungstyp angegeben):
- Egg a.d.Günz (Pfarrdorf)
- Engishausen (Kirchdorf)
- Inneberg (Kirchdorf)
- Wesbach (Weiler)

Abgegangen sind die Siedlungen Linkenhof, die sich in der Nähe von Egg befunden hatte, und Litun zwischen Egg und Oberschönegg.

### Nachbargemeinden
Nachbargemeinden von Egg an der Günz sind, in nördlicher Richtung startend im Uhrzeigersinn: Babenhausen, Oberschönegg, Lauben, Niederrieden und Boos.

## Geschichte

### Bis zur Gemeindegründung
Egg an der Günz gehörte zur Reichsabtei Ottobeuren. 1486 wurde hier der nach dem Ortsnamen benannte Johannes Eck, Gegenspieler Martin Luthers während der Reformationszeit, geboren. Durch den Reichsdeputationshauptschluss von 1803 fiel der Ort an Bayern. Im Zuge einer Verwaltungsreformen in Bayern entstand mit dem Gemeindeedikt von 1818 die heutige Gemeinde.

### Eingemeindungen
Im Zuge der Gebietsreform in Bayern wurde am 1. Oktober 1973 die Gemeinde Inneberg und am 1. Januar 1976 die Gemeinde Engishausen eingegliedert.

### Einwohnerentwicklung
| Jahr      | 1961 | 1970 | 1987 | 1991 | 1995 | 2000 | 2005 | 2010 | 2015 | 2020 |
| Einwohner | 0885 | 0888 | 0938 | 0976 | 1072 | 1105 | 1136 | 1129 | 1208 | 1221 |

Zwischen 1988 und 2018 wuchs die Gemeinde von 930 auf 1139 um 209 Einwohner bzw. um 22,5 %.

## Politik

### Bürgermeister
Erster Bürgermeister ist seit 1. Mai 2020 Wolfgang Walter (Freie und überparteiliche Wählervereinigung); er wurde am 15. März 2020 mit 93,2 % der Stimmen gewählt. Sein Vorgänger von Mai 2008 bis April 2020 war Franz Morath (ebenfalls überparteilich).

### Gemeinderat
Bei der Kommunalwahl am 15. März 2020 lag nur der Wahlvorschlag der Freien und überparteilichen Wählervereinigung Egg an der Günz vor; die zwölf Bewerber dieser Liste mit den meisten Einzelstimmen zogen damit in den Gemeinderat ein.
Die Sitzzuteilung in der Amtszeit 2014 bis 2020 war wie folgt:
- Freie und überparteiliche Wählervereinigung: 12 Sitze

### Wappen

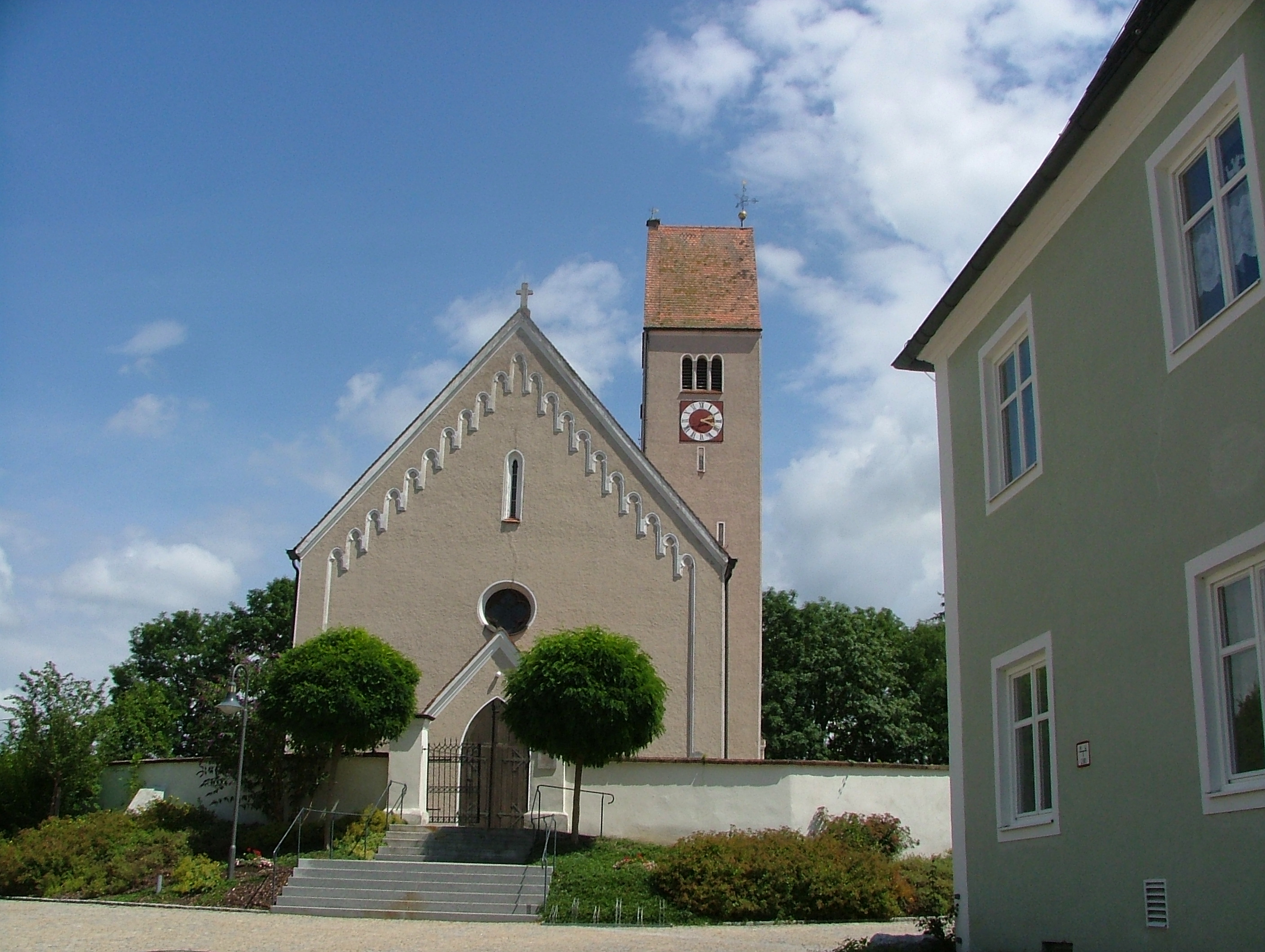
Kirche St. Bartholomäus

| Wappen von Egg an der Günz | Blasonierung: „In Blau ein durchgehender silberner Abtstab, dem oben ein durchgehendes goldenes Dreieck und unten ein schmaler silberner Wellenbalken aufgelegt sind.“ |
| Wappen von Egg an der Günz | Wappenbegründung: Das Wappen symbolisiert die Ortsgeschichte, die durch die Zugehörigkeit des Gemeindegebietes zum Herrschaftsbereich des Klosters Ottobeuren gekennzeichnet ist; darauf weist der silberne Abtstab. Das goldene Dreieck ist Bestandteil des Wappens des Theologen Johannes Maier gen. Eck (1486–1543), der ebenso wie sein Halbbruder Simon Thaddäus Maier gen. Eck (um 1514–1574) bayerischer Kanzler, im Zeitalter der Reformation und Gegenreformation eine bedeutende Rolle im geistigen und politischen Leben Bayerns spielte. Das goldene Dreieck („Eckstein“) hält als sogenannter redender Wappenbestandteil die Erinnerung an die berühmtesten Söhne der Gemeinde wach, die sich den Gemeindenamen als Familiennamen beilegten. Der silberne Wellenbalken im Schildfuß schließlich stellt die Lage der Gemeinde an der Günz dar und dokumentiert damit den Namensbestandteil Egg an der Günz. Das Wappen wurde am 16. September 1963 durch Bescheid des Bayerischen Staatsministeriums des Innern genehmigt. Der Entwurf des Wappens stammt von Stiftsarchivar und Kreisheimatpfleger Aegidius Kolb, und die Gestaltung übernahm der Nördlinger Rudolf Mussgnug. |

## Wirtschaft und Infrastruktur

### Wirtschaft einschließlich Land- und Forstwirtschaft
Es gab im Jahr 2020 nach der amtlichen Statistik im produzierenden Gewerbe 143 und im Bereich Handel und Verkehr 11 sozialversicherungspflichtig Beschäftigte am Arbeitsort. In sonstigen Wirtschaftsbereichen waren am Arbeitsort 40 Personen sozialversicherungspflichtig beschäftigt. Sozialversicherungspflichtig Beschäftigte am Wohnort gab es insgesamt 514. Im verarbeitenden Gewerbe und im Bauhauptgewerbe gab es jeweils zwei Betriebe. Zudem bestanden im Jahr 2016 27 landwirtschaftliche Betriebe mit einer landwirtschaftlich genutzten Fläche von 1197 ha. Davon waren 672 ha Ackerfläche und 524 ha Dauergrünfläche.

### Bildung
In der Gemeinde gibt es einen Kindergarten, der 2021 von 54 Kinder besucht wurde. In derselben Einrichtung befindet sich eine Kinderkrippe. Darüber hinaus verfügt Egg an der Günz über eine Grundschule, an der im Schuljahr 2020/21 sechs hauptamtliche Lehrkräfte angestellt waren, die 97 Schüler betreuten.
Die Grundschule wurde im Jahr 1841 gegründet, um 1883 erweitert und schließlich 1953 zum Großteil abgebrochen und neu errichtet wurde. Seit 1976 ist die Schule Mitglied eines Schulverbands, zu dem auch die Gemeinden Frickenhausen (zum damaligen Zeitpunkt noch selbstständig) und Lauben angehören. 2001 wurde die Schulturnhalle neugebaut und der  Pausenhof neugestaltet. Die nächsten Mittel- und Realschulen befinden sich in Babenhausen, ebenso wie eine Musik- und eine Volkshochschule.

## Söhne und Töchter der Gemeinde

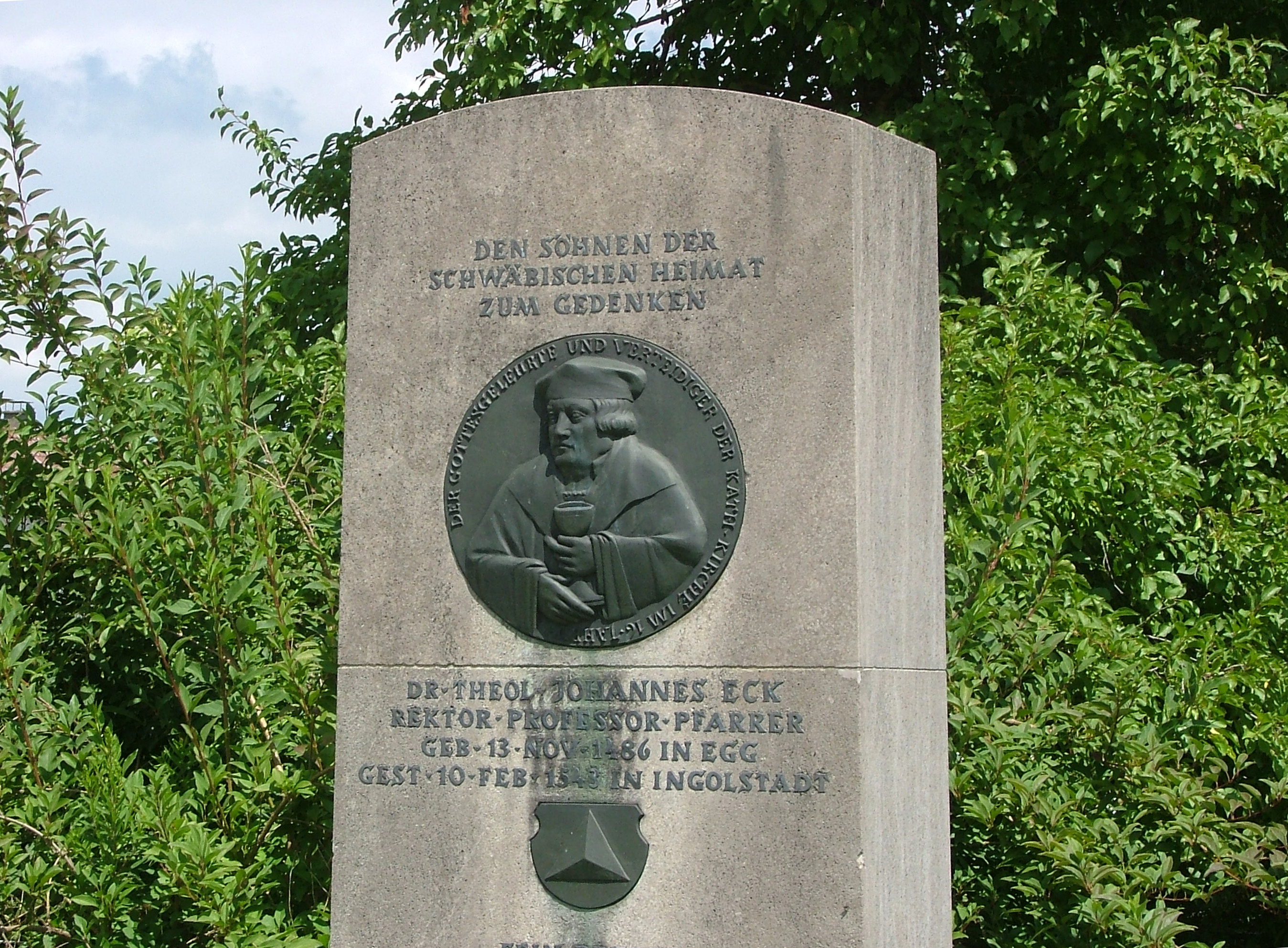
Gedenkstein für Johannes Eck

- Johannes Eck (1486–1543), katholischer Theologe und Gegner Martin Luthers
- Lorenz Riedmiller (1880–1960), Reichstagsabgeordneter und Oberbürgermeister von Memmingen